# Battaglia di Calci
La battaglia di Calci si svolge nel 429 a.C. fra Atene contro le polis della Calcidica e i loro alleati.
Gli ateniesi sotto il comando di Senofonte marciarono verso la Tracia per attaccare Spartolo. Dopo aver distrutto le coltivazioni fuori città iniziarono a negoziare con la parte pro-Atene, ma la fazione a loro contraria chiese aiuto a Olinto. Un'armata di calcidesi e opliti provenienti da Spartalo incontrò gli ateniesi in battaglia, ma fu sconfitta e si ritirò; la loro cavalleria, invece fu vittoriosa contro le truppe ateniesi. Presto arrivarono dei rinforzi da Olinto, e lanciarono un secondo attacco contro gli ateniesi. Gli ateniesi furono presi dal panico e si ritirarono, subendo poco più di 430 perdite.